# ダリオ・アンブロジーニ
ダリオ・アンブロジーニ（Dario Ambrosini 、1918年3月7日 - 1951年7月15日）はイタリアのチェゼーナ出身のオートバイレーサーである。
1949年から始まったロードレース世界選手権にベネリのファクトリーチームから出場し、250ccクラスでブルーノ・ルフォに次ぐランキング2位を獲得。翌1950年にはマン島での勝利を含む3勝を挙げ、250ccクラスチャンピオンとなった。
1951年、フランスGPが行われたアルビの公道コースで、公式予選中の事故により死去。

## ロードレース世界選手権での戦績
1949年のポイントシステム
| 順位     | 1  | 2 | 3 | 4 | 5 | ファステストラップ |
| ポイント | 10 | 8 | 7 | 6 | 5 | 1                  |

1950年から1968年までのポイントシステム
| 順位     | 1 | 2 | 3 | 4 | 5 | 6 |
| ポイント | 8 | 6 | 4 | 3 | 2 | 1 |

- 凡例
- ボールド体のレースはポールポジション、イタリック体のレースはファステストラップを記録。

| 年   | クラス | チーム | 1      | 2     | 3     | 4     | 5     | 6     | 7     | 8     | ポイント | 順位 | 勝利数 |
| ---- | ------ | ------ | ------ | ----- | ----- | ----- | ----- | ----- | ----- | ----- | -------- | ---- | ------ |
| 1949 | 250cc  | ベネリ | IOM NC | SUI 2 | ULS - | ITA 1 |       |       |       |       | 19       | 2位  | 1      |
| 1950 | 250cc  | ベネリ | IOM 1  | SUI 1 | ULS 2 | ITA 1 |       |       |       |       | 24       | 1位  | 3      |
| 1951 | 250cc  | ベネリ | SPA -  | SUI 1 | IOM 2 | BEL - | NED - | FRA - | ULS - | ITA - | 14       | 3位  | 1      |